# Matt Boyd
Pour les articles homonymes, voir Boyd.
Matt Boyd (né le 2 février 1991 à Bellevue, Washington, États-Unis) est un lanceur gaucher des Mariners de Seattle de la Ligue majeure de baseball.

## Carrière

### Blue Jays de Toronto
Joueur des Beavers de l'université d'État de l'Oregon, Matt Boyd est repêché à deux reprises par des clubs du baseball majeur. Après avoir repoussé une offre des Reds de Cincinnati, qui le réclament au 13e tour de sélection en 2012, il signe son premier contrat professionnel avec les Blue Jays de Toronto, qui le choisissent en 6e ronde en 2013. À l'instar d'une de ses idoles, l'ancienne vedette des Blue Jays et natif de l'État de Washington John Olerud, Boyd se distingue à l'université à la fois comme lanceur et joueur de position.
Boyd fait ses débuts dans les majeures comme lanceur partant des Blue Jays le 27 juin 2015. Le gaucher enregistre 7 retraits sur des prises en 6 manches et deux tiers lancées mais encaisse la défaite après avoir accordé 3 coups de circuit aux Rangers du Texas lors de ce premier match.

### Tigers de Détroit
Avec les lanceurs gauchers Daniel Norris et Jairo Labourt, Boyd est le 30 juillet 2015 échangé aux Tigers de Détroit contre le lanceur gaucher étoile David Price.
Le 17 septembre 2017 dans un match gagné 12-0 par les Tigers à Détroit, Matt Boyd rate de justesse un match sans point ni coup sûr : le seul coup sûr qu'il accorde aux White Sox de Chicago, un double à Tim Anderson, survient après 8 manches et deux tiers sans coup sûr, mais Boyd complète son blanchissage.